# Jan IV (prawosławny patriarcha Antiochii)
Jan IV – chalcedoński patriarcha Antiochii w latach 797–810.